# Shunzhi
Shunzhi (15 maart 1638 - 5 februari 1661) was van 1644 tot 1661 de tweede keizer van de Qing-dynastie en de eerste van de dynastie die over China regeerde. Tot aan februari 1651 was er sprake van een regentschap dat vrijwel de gehele periode werd uitgeoefend door Dorgon (1612-1650). Na de inname  van Peking in 1644 werd tijdens de periode van Shunzhi de rest van China onder controle van de Mantsjoes gebracht. 
Het vendelsysteem was de militaire machtsbasis van de Mantsjoes. Shunzhi reduceerde  de macht van de afzonderlijke vendelcommandanten en slaagde erin om meerdere vendels onder directe keizerlijke controle te krijgen. Dit beleid zou door alle volgende keizers tot diep in de achttiende eeuw worden voortgezet. Hij benoemde in steeds toenemende mate Han-Chinezen op hoge functies en probeerde de Chinese literati te verzoenen met het nieuwe bewind. Zijn min of meer “Chinese wijze van besturen” werd door een aanzienlijk deel van de elite van de Mantsjoes veroordeeld. 
Zijn periode kenmerkt zich verder door een felle strijd tegen de corruptie die hij legitimeerde door zich te baseren op het waardesysteem van het confucianisme. 
In zijn laatste jaren raakte hij onder de invloed van het Chan-boeddhisme en omringde zich met vele monniken. Na het overlijden van zijn favoriete gemalin in september 1660 belandde Shunzhi in een diepe depressie waarvan hij ook niet meer herstelde. Op 5 februari 1661 overleed hij aan de  pokken. 

## Achtergrond

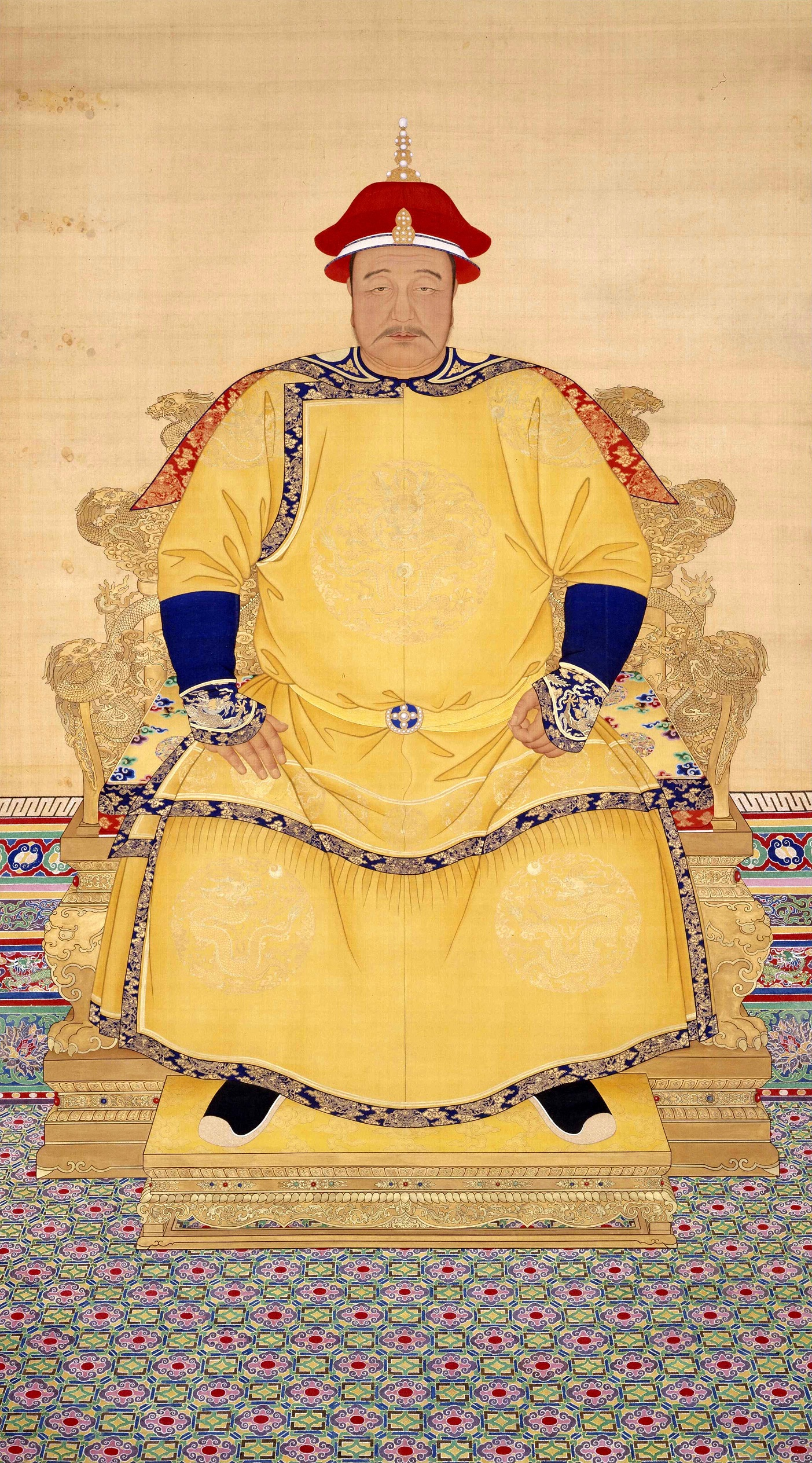
Hong Taiji

Het ontstaan van de Mantsjoes moet gezocht worden in wat nu het uiterste noordoosten van het huidige China is, het gebied dat aangeduid wordt met de naam Mantsjoerije. Er waren vele bevolkingsgroepen in het noordoosten van China. Enkele daarvan hadden wel linguïstische en genetische overeenkomsten, maar er bestond geen overkoepelende etnische identiteit voor de clans en stammen in dit gebied. Een van die clans was de Aisin Gioro. Aisin betekent goud en wordt in het Chinese schrift geschreven met het karakter Jin. Dat was de dynastieke naam van de Jurchen die als de Jin-dynastie tussen 1115 en 1260 het noorden van China hadden beheerst. De clan claimde van die dynastie af te stammen. 
Vanaf het eind van de 16e eeuw wist de leider van de clan, Nurhaci(1559- 1626) door veroveringen en sluiten van allianties de dominante leider te worden van de overige stammen van de Jurchen en andere die in het noordoosten woonden. Nurhaci werd opgevolgd door zijn achtste zoon Hong Taiji(1592-1643). In 1635 formuleerde Hong Taiji dat zijn onderdanen voortaan de Mantsjoes genoemd zouden moeten worden. Daaronder konden ook Mongolen en Chinezen behoren, die de  levensstijl en taal van de Jurchen overgenomen hadden en trouw waren aan Hong Taji. In 1636 hernoemde Hong Taiji de naam van zijn dynastie en gaf die de naam Qing.
De vroege Mantsjoes hadden een aantal moeilijkheden te overwinnen bij de geplande verovering van China. Nadat Nurhaci zijn militaire troepenmacht steeds had uitgebreid kwamen er aanzienlijke logistieke problemen. De Mantsjoes waren in feite niet sterk genoeg om een plan voor directe en rechtstreekse verovering van China uit te voeren. In de zomer van 1642 wist een leger van de Mantsjoes wel door de Chinese Muur te breken en ruim een half jaar het noorden van China te plunderen In mei 1643 trok dat leger zich terug met buit en gevangenen zonder dat het een militaire confrontatie van enige betekenis had gehad met een leger van de Ming. In september van dat jaar overleed Hong Taiji.

## Het regentschap van Dorgon

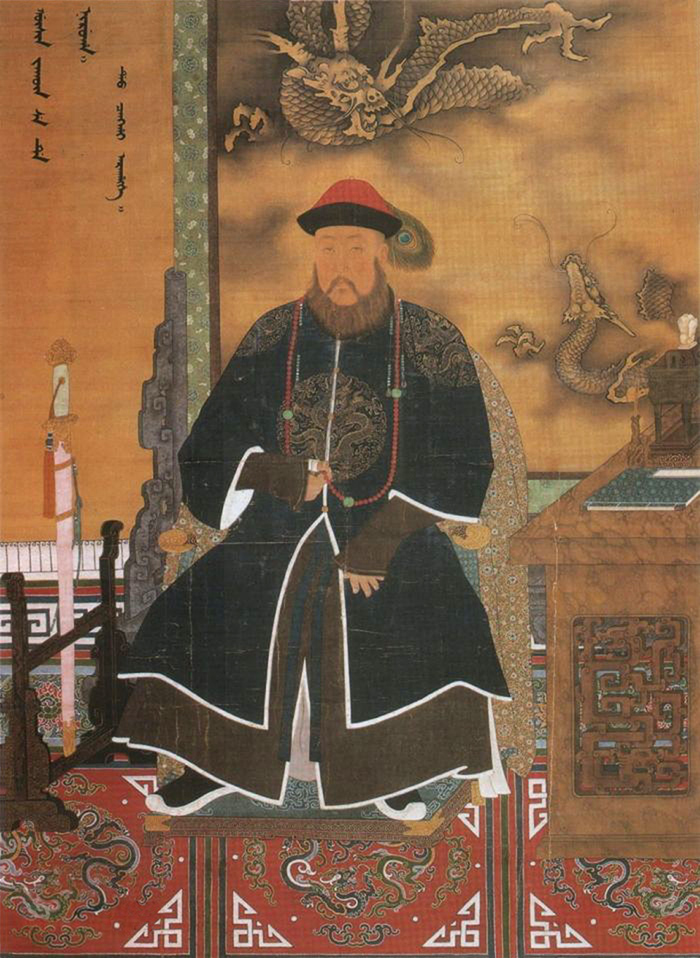
Dorgon

De Mantsjoes hadden geen vastgestelde regels om de opvolging van een heerser te regelen. Na de dood van Hong Taiji in  brak er dan ook een machtsstrijd uit. De twee belangrijkste concurrenten waren Dorgon, de veertiende zoon van Nurhaci, en Hooge, de oudste zoon van Hong Taiji. Uiteindelijk werd een vorm van een compromis bereikt, waarin beiden afzagen van het keizerschap. De elite van de Mantsjoes koos daarop Fulin, de negende zoon van Hong Taiji tot keizer. Fulin was toen zes jaar. 
Dorgon en Jirgalang, een zoon van een broer van Nurhaci, werden beiden tot regent benoemd. Kort daarop zag Jirgalang hiervan af en gaf de volledige controle over het regentschap aan Dorgon. Begin 1644 werd Hooge beschuldigd dit regentschap te willen ondermijnen. Zijn titels werden hem ontnomen en een aantal van zijn aanhangers werden geëxecuteerd. Die werden vervangen door aanhangers van Dorgon, vooral als commandanten van de vendels, de militaire eenheden van de Mantsjoes. Daarna was Dorgon tot aan zijn dood in 1650 de min of meer onbetwiste leider van de Mantsjoes.

### De verovering  van China

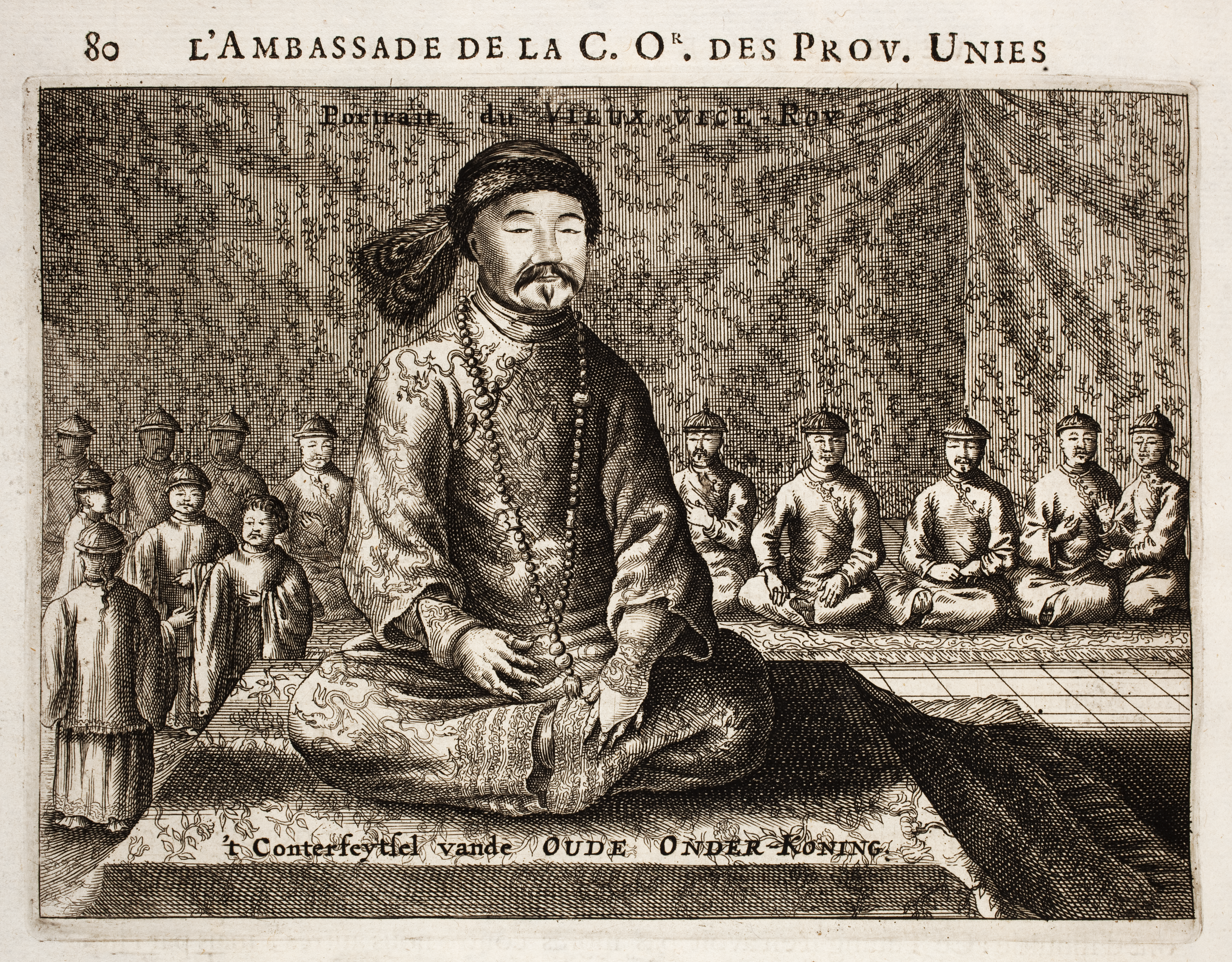
Shang Kexi, een van de gouverneurs in het zuiden die later in opstand kwam tijdens de Opstand van de Drie Leengoederen. Getekend door Joan Nieuhof in 1655 tijdens de reis naar Peking

Het hoofddoel van de Mantsjoes, de verovering van China, werd uiteindelijk vooral bereikt doordat de Ming-dynastie geconfronteerd werd met een lange reeks van misoogsten in de jaren 1636-1643 en verder met boerenopstanden en rebellie in grote delen van het land. De leider van de rebellen Li Zicheng wist in april 1644 Peking in te nemen en riep zich uit tot keizer van de nieuwe Shun-dynastie. De laatste keizer van de Ming, Chongzhen, pleegde zelfmoord. Een aanzienlijk deel van het rebellenleger van Li Zicheng rukte daarna op naar de Shanhaiguan-pas aan de Chinese Muur. Ten noorden van de pas en de Muur bevond zich een legermacht van de Mantsjoes onder leiding van Dorgon. Even ten zuiden van de pas was een legermacht van Wu Sangui, de enige bevelhebber die de Ming nog trouw was gebleven. Wu Sangui besloot een alliantie aan te gaan met de Mantsjoes. Het resultaat was dat het rebellenleger van Li Zicheng vernietigend werd verslagen en de Mantsjoes Peking vrijwel ongehinderd konden innemen.  Enkele weken later werd de zesjarige Fulin daar als keizer geïnstalleerd. Als  nianhao, de jaartitel, voor zijn periode werd de naam Shunzhi  (Overwinnaar van de Shun) gekozen. 
Het zou daarna nog haast twintig jaar duren voordat de Qing in het hele land verzet van groepen Ming-loyalisten had gebroken. Dezelfde Wu Sangui was een belangrijke generaal in het neerslaan van dit verzet. Hij en andere van de Ming naar de Mantsjoes overgelopen generaals werden beloond met het gouverneurschap van grote gebieden in het zuiden van China. Tijdens de regeerperiode van Kangxi ontstond in die gebieden uit de onvermijdelijke spanningen  de opstand van de Drie Leengoederen.

### Haardracht

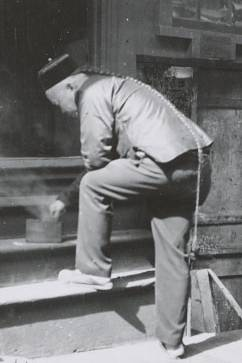
Tot begin twintigste eeuw droeg het overgrote deel van Chinese mannen hun haar in een vlecht.

Een van de meest cultureel omstreden en tot begin twintigste eeuw zichtbare maatregelen was het bevel van Dorgon aan alle mannen in het land voortaan hun voorhoofd te scheren en het resterende haar in een vlecht te dragen. Onder de Mantsjoes en bij sommige stammen in het noordoosten van China was dit de gebruikelijke haardracht, maar voor een zeer grote meerderheid van de Chinese mannen was dat in die periode een enorme verandering. In 1645 vaardigde hij daartoe een decreet uit. 
Dorgon had waarschijnlijk de woede die dit decreet zou veroorzaken bij Han-mannen onderschat. Zij zagen hun traditionele haarstijl als een deel van hun culturele identiteit. Zij zagen het scheren van hun voorhoofd ook als een vorm van zelfverminking en als een breuk in de verering van hun voorouders die hen dit lichaam hadden geschonken. Met name bij een deel van de elites op het platteland, die feitelijk de autoriteit van de Qing al hadden aanvaard, leidde dit tot nieuwe vormen van verzet.

### Beperking van de macht van de vendelcommandanten
De militaire macht van de Mantsjoes was gebaseerd op het vendelsysteem. Begonnen in 1615 met acht vendels waren er vanaf 1642 24 vendels. Na de inname van Peking bleef ongeveer de helft van de vendelsoldaten in Peking en omgeving gelegerd. Om ruimte te creëren dienden Han de binnenstad te verlaten. Het karakter van de stad in termen van zichtbare kleding, aanbod in theaters, theehuizen, van voedsel, etc. veranderde aanzienlijk. Het gebied van de Verboden Stad werd een exclusief domein van de Mantsjoes. De overige vendeltroepen  werden gelegerd in garnizoenen verspreid over het rijk. Dorgon begon al in 1645 met dit beleid met garnizoenen in Xi'an, Nanjing en Hangzhou. Uiteindelijk zouden er in negentien regio's dergelijke garnizoenen gecreëerd worden. 
De commandanten van de vendels die met name in en rond Peking waren gelegerd behoorden tot de hoogste elite binnen de Mantsjoes. Velen behoorden tot de keizerlijke familie. De functie van commandant van een vendel was in principe erfelijk. Om te voorkomen dat een krachtige rivaal het leiderschap van meerdere vendels wist te verkrijgen begon al onder Dorgon een beleid om meer vendels onder keizerlijke controle te krijgen. Dit beleid zou Shunzhi zelf verder voortzetten. Pas in de tweede helft van de achttiende eeuw zouden onder het keizerschap van Qianlong alle vendels rechtstreeks onder de keizer vallen. 

### Wijze van besturen

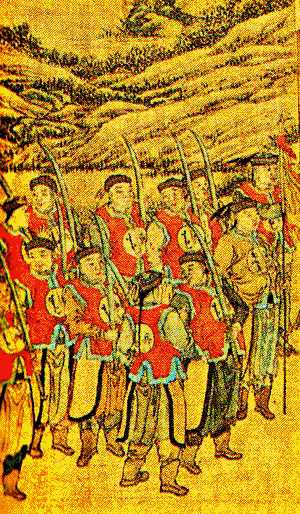
Vendelsoldaten in de zeventiende eeuw

In 1646  werd voor het eerst tijdens de periode van de Qing-dynastie opnieuw weer de examens voor bestuurders gehouden. Net zoals onder de Ming-dynastie zouden die voortaan iedere drie jaar georganiseerd worden. In het examen van 1646 moesten kandidaten de vraag beantwoorden "hoe Mantsjoes en Han-Chinezen verenigd konden worden, zodat hun harten dezelfde zouden worden en hoe zij samen zouden kunnen werken". In 1648 werd het per decreet mogelijk dat Chinese mannen van buiten het vendelsysteem Mantsjoe-dochters uit het vendelsysteem konden huwen.  Later in de dynastie werd deze maatregel weer ongedaan gemaakt. 
Dorgon benoemde in steeds toenemende mate Han-Chinezen op hoge posten. Hij handhaafde ook het beleid van de Ming om leden van de missie van de jezuïeten in China als expert te gebruiken. Dorgon begon het beleid van het creëren van een vorm van diarchie, waarbij vroegere Ming-functionarissen en Mantsjoes gezamenlijk een hoge administratieve functie uitoefenden. 
Binnen de elite van de Mantsjoes werd met name over het laatste punt heel verschillend geoordeeld. Er waren facties die een acceptatie van Chinese wijzen van besturen radicaal afwezen. Die spanningen werden na zijn dood duidelijk. Dorgon werd als regent voor korte tijd  opgevolgd door Jirgalang, die eerst zijn co-regent was geweest. Dat regentschap eindigde in februari 1651 als Sunzhi zelf de autoriteit van keizer gaat uitoefenen. 
Er werd aan Shunzhi een dossier voorgelegd, waarin Dorgon beschuldigd werd van ernstige mate van misbruik van macht tijdens zijn regentschap. Hierbij speelden geruchten een rol, dat Dorgon na de dood van Hong Taiji een relatie met zijn belangrijkste vrouw Xiao Zhuang Wen zou hebben gehad en ook in het geheim met haar was getrouwd. Xiao Zhuang Wen was tevens de moeder van Shunzhi. Shunzhi had een slechte relatie met Dorgon gehad en ging akkoord met het postuum ontnemen van alle verleende eerbewijzen en titels aan Dorgon. Xiao Zhuang Wen had echter grote invloed in de eerste jaren van de regeerperiode van haar kleinzoon Kangxi. Dorgon werd door Kangxi gerehabiliteerd en in de pogingen van Qianlong tot versterking van een Mantsjoe-identiteit in de achttiende eeuw zelfs bewierookt.

## Het persoonlijk bewind van Shunzhi

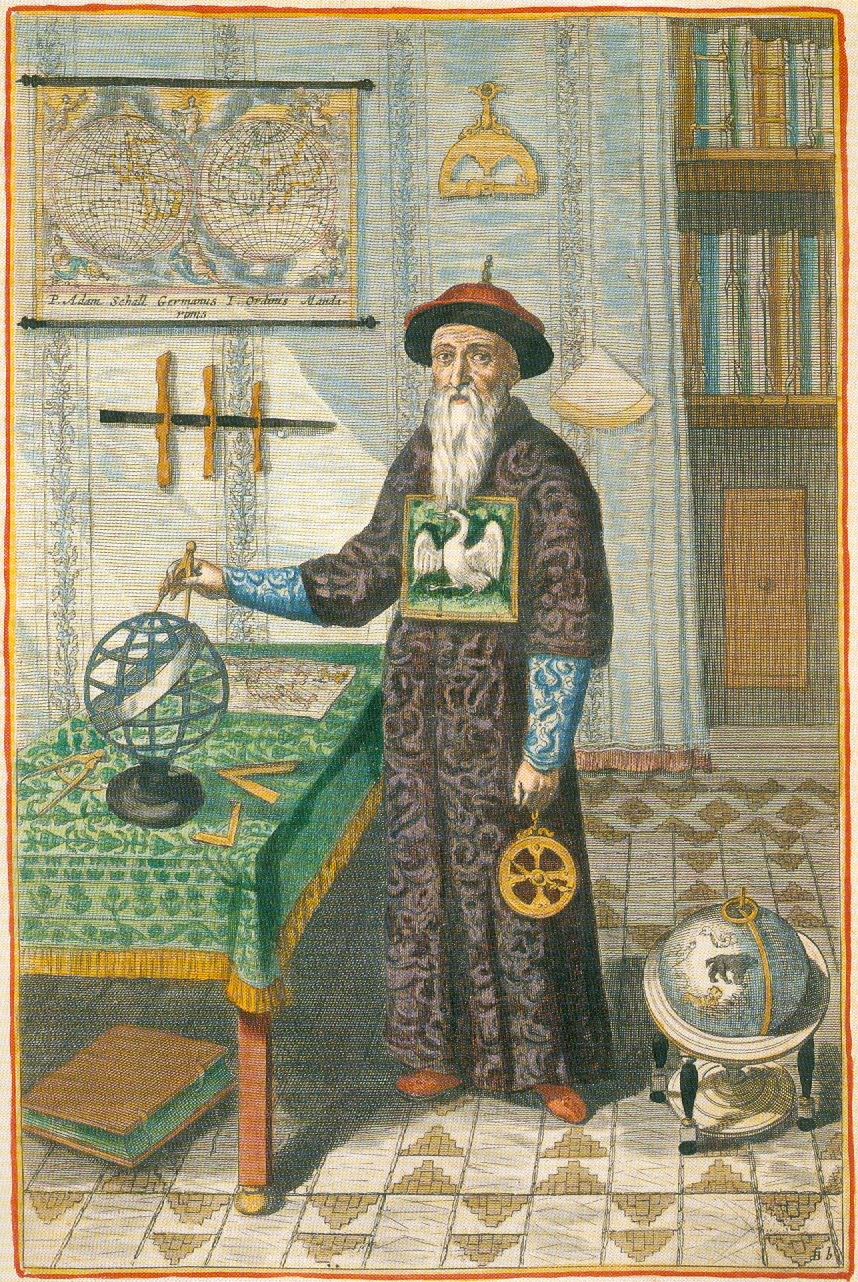
Johann Adam Schall von Bell

Shunzhi continueerde het beleid van Dorgon om meer vendels uit het vendelsysteem onder het directe keizerlijke gezag te brengen en om in toenemende mate Han-Chinezen op belangrijke functies te benoemen. 
Hij had grote zorgen over de bestaande corruptie van functionarissen en was van opvatting dat vooral in de ethiek van het confucianisme geschoolde personen hem in de strijd daartegen zouden kunnen ondersteunen. Als het nieuwe rijk en de nieuwe heersers het respect moesten verkrijgen van de bevolking was het een plicht om corrupte functionarissen te vervolgen. Vanaf 1653 verkregen ook eunuchs belangrijke functies in de organisatie van de keizerlijke huishouding.  Die huishouding ging geleid en bestuurd worden vanuit dertien yamen die zowel eunuchs als horigen uit het vendelsysteem in dienst hadden. 
Een van zijn eerste maatregelen was het initiatief voor een fiscale hervorming. Zijn eerste edict uit 1651 had het departement verantwoordelijk voor de belastinginning beschuldigd onrechtvaardigheden in de inning te negeren. Vanaf 1654 werd gewerkt aan een compleet nieuwe inventarisatie van de belastinggrondslag op bezit van grond en op die van diensten. De bedoeling was een centraal landelijk overzicht te verkrijgen zodat op centraal rijksniveau rapporten uit de provincies gecontroleerd konden worden. Dit werk was in 1659 gereed. 
Shunzhi was de eerste keizer die rechtstreeks contact had  met een leidinggevende van de missie van de jezuïeten in China. Johann Adam Schall von Bell, hoofd van het Astronomisch Bureau in Peking, werd een vertrouweling van hem. 
In 1658 reorganiseerde hij de Hanlin-academie waarbij het model van de Ming-dynastie weer maatgevend werd. Op die wijze kregen literati ook weer meer invloed op het politieke proces. 
Het karakter van de groep die hem omringde was aan het eind van zijn periode dan ook ingrijpend gewijzigd. Bij zijn overlijden in 1661 had hij zich bevrijd van de invloed van zijn moeder en van een groot deel van de oude Mantsjoe-elite.

## Bezoek van delegaties

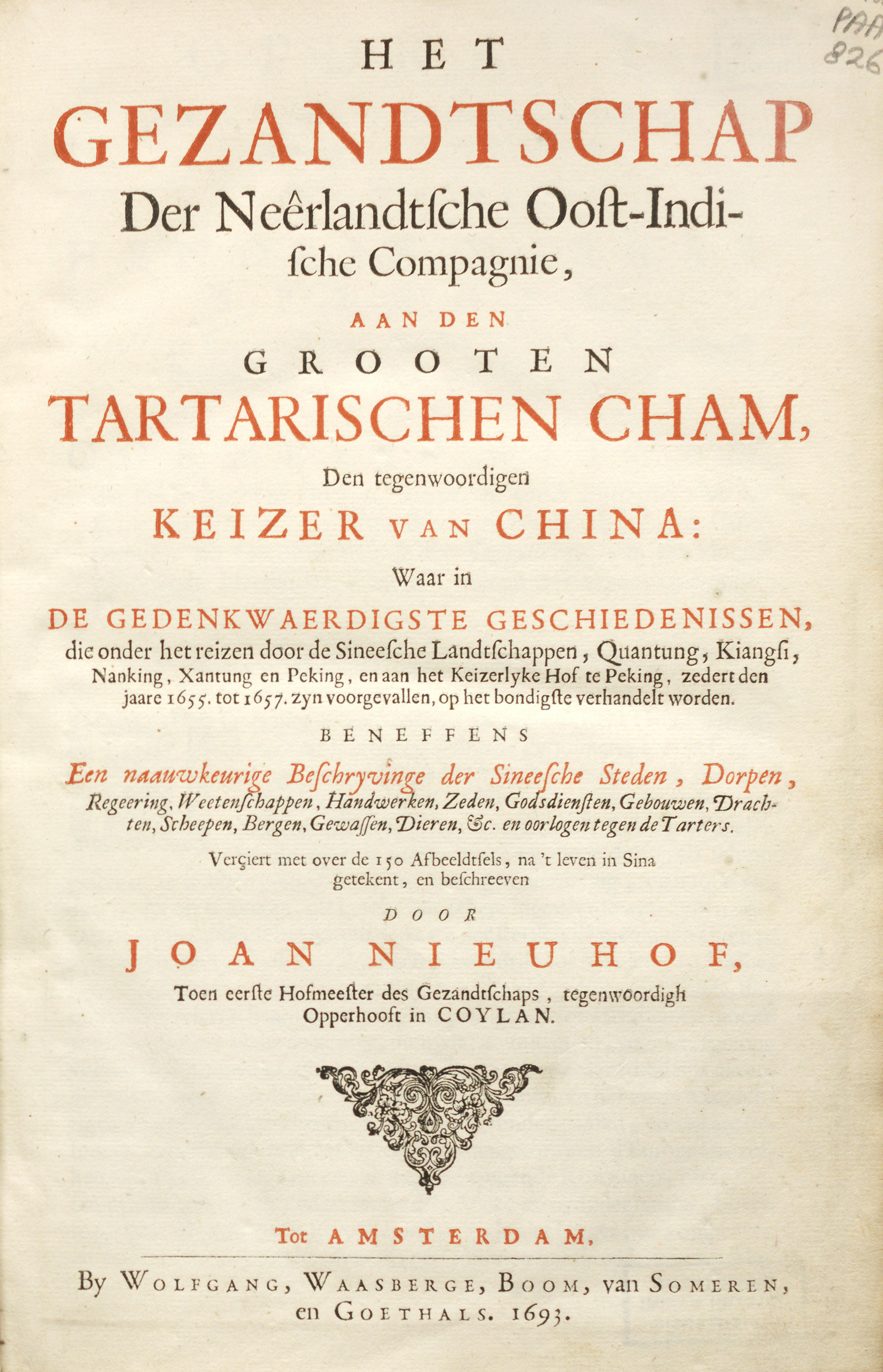
Voorblad van het reisverslag van Joan Nieuhof

Net als de Ming voor hen zagen de Mantsjoes de Mongoolse stammen uit het noorden en westen als de grootste bedreiging voor het rijk. Vanuit die optiek werd Ngawang Lobsang Gyatso, de vijfde dalai lama uitgenodigd voor een bezoek aan Peking. Er werd van uitgegaan dat de dalai lama een pacificerende werking op de stammen zou hebben die inmiddels alle overgegaan waren tot het Tibetaans boeddhisme. De dalai lama vertrok in 1652 met een entourage van drieduizend mensen. De reis naar Peking duurde negen maanden. In Kokonor ontving de dalai lama het verzoek om zijn escorte tot driehonderd personen te reduceren. Hij ging daarmee akkoord maar veroorzaakte een diplomatiek incident door de keizer uit te nodigen hem buiten de Grote Muur te ontmoeten. Op dringend advies van vooral Chinese adviseurs vond de eerste ontmoeting toch in Peking plaats. De dalai lama verbleef twee maanden in Peking in het speciaal voor hem gebouwde Gele Paleis. Uit zijn autobiografie wordt duidelijk dat hij de reis ook ondernam om gedurende deze reis zijn steun te kunnen betuigen aan recent gebouwde kloosters van de gelug, zoals Kumbum en de invloed van de gelug in met name Amdo te versterken. 
Als gevolg van de strijd tegen de resterende Ming-loyalisten was de handel van de VOC in vooral zijde en porselein stil komen te liggen. In juli 1655 werd vanuit Batavia een delegatie naar het hof van Shunzhi gezonden om vrijhandel op de Chinese zuidkust te bepleiten. De delegatie onderhandelde in Peking met een aantal functionarissen. Het had een tegenstander in de jezuïet  Johann Adam Schall von Bell die ook aangewezen werd als tolk voor de gesprekken. Schall was van opvatting dat inwilliging van het het verzoek van de VOC de belangen van de katholieke missie in China zou kunnen beschadigen en trachtte het doel van de delegatie te laten mislukken. De delegatie kreeg uiteindelijk een audiëntie bij Shunzhi die hun verzoek weigerde. Het formele antwoord was dat de VOC eenmaal in de acht jaar een tribuutmissie naar het hof mocht zenden zonder het recht in Kanton te mogen handelen. Een verslag van de reis onder de titel Het Gezantschap Der Neerlandtsche Oost-Indische Compagnie en geschreven door Joan Nieuhof werd in 1665 gepubliceerd. 

## Laatste jaren
Vanaf 1658 raakte Shunzhi steeds meer in de ban van het Chan-boeddhisme. Hij bracht steeds meer tijd door in het gezelschap van Chan monniken die hij binnen zijn huishouding had opgenomen. Shunzhi meldde tijdens gesprekken dat hij overwoog  om zelf monnik te worden. Hij was echter ook zeer toegewijd aan zijn favoriete gemalin Xiaoxian. Deze overleed in september 1660. Shunzhi belandde in een diepe depressie waarvan hij ook niet meer herstelde. Op 2 februari 1661 werd bij hem pokken vastgesteld en drie dagen later overleed hij. 